# Gaszton Gaál

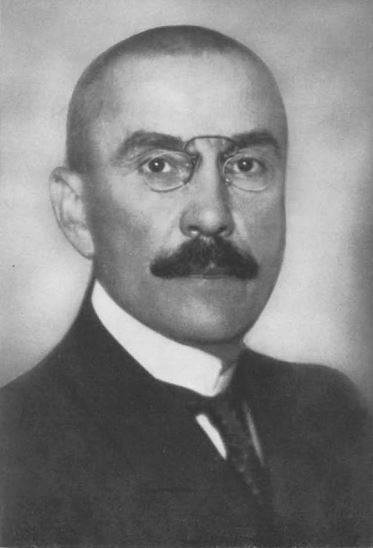
Gaszton Gaál

Gaszton Gaál von Gyula (* 30. November 1868 in Székesfehérvár, Komitat Fejér; † 26. Oktober 1932 in Balatonboglár, Komitat Somogy) war ein ungarischer Großgrundbesitzer, Politiker und Ornithologe.

## Leben
Gaál entstammte einer alten ungarischen Adelsfamilie und besuchte nach Abschluss des Gymnasiums in seinem Geburtsort und in Graz von 1887 bis 1889 die Wirtschaftsakademie in Magyaróvár. Anschließend leistete Gaál als Einjährig-Freiwilliger Wehrdienst im k.u.k. Husarenregiment „Kaiser“ Nr. 1, wurde jedoch aufgrund von Krankheit vorzeitig für dienstuntauglich erklärt. Ab 1890 arbeitete Gaál in der Bewirtschaftung der staatlichen Güter in Mezőhegyes (Komitat Csanád) und später beim Gutshof von Fürst Coburg in Pusztavacs (Komitat Pest-Pilis-Solt-Kiskun). Zeitgleich beschäftigte sich Gaál mit der Ornithologie und lernte 1893 den bekannten Naturforscher Ottó Herman kennen, mit dem er fortan bis 1900 im Ungarischen Ornithologischen Zentrum (Magyar Ornitológiai Központ) zusammenarbeitete. 1902 übernahm er die Bewirtschaftung der Familiengüter in Balatonboglár und war von 1906 bis 1910 Reichstagsabgeordneter der Unabhängigkeits- und 48er Partei für den Wahlkreis Lengyeltóti. Zu den Wahlen 1910 kandidierte er nicht erneut, sondern zog sich zur Bewirtschaftung auf seine Güter zurück. 
Nach Zusammenbruch Österreich-Ungarns und der Ausrufung der Ungarischen Räterepublik wurden seine Güter in Balatonboglár enteignet. In der Folge versteckte sich Gaál bis zum Fall der Räterepublik im August 1919. Anschließend wurde er zum Regierungskommissar der Komitate Somogy, Tolna und Baranya und zum Obergespan des Komitats Somogy ernannt. Nachdem er 1920 Abgeordneter der Nationalversammlung wurde, trat er von diesen Ämtern zurück und wurde im Folgejahr, nach Rücktritt von István Rakovszky, zum Parlamentspräsidenten gewählt. Nach einer Meinungsverschiedenheit mit Ödön Beniczky trat er bereits 1922 zurück, wurde jedoch wenig später wiedergewählt. Nach wenigen Monaten trat er jedoch, aus Protest gegen eine Steuerreform von Finanzminister Tibor Kállay, endgültig von diesem Posten zurück und aus der Einheitspartei (Egységespárt) aus. Als parteiloser Abgeordneter war er nun scharfer Gegner von Ministerpräsident István Bethlen und der Finanzpolitik seiner Regierung. Eine seiner Reden sah Innenminister Béla Scitovszky als Ehrverletzung und Grund für ein Duell an, zu dem jedoch Reichsverweser Miklós Horthy nicht zustimmte. 1926 gründete er die Agrarpartei (Agrárpárt), deren Präsident er wurde. Nach Gründung der Unabhängigen Partei der Kleinlandwirte (Független Kisgazdapárt) 1931, zu der er maßgeblich beitrug, wurde er deren Präsident.